# قلعة عبد الرضا
قلعة عبد الرضا (بربرود الشرقي) (بالفارسية: قلعه عبدالرضا) هي قرية تقع في إيران في قسم بربرود الشرقي الریفي. يقدر عدد سكانها بـ 71 نسمة بحسب إحصاء 2016.